# Pohádka máje (film, 1940)
Pohádka máje je historické romanticko-poetické drama režiséra Otakara Vávry z roku 1940.

## Obsazení
| Nataša Gollová         | Helenka                           |
| Svatopluk Beneš        | student práv Ríša Gregor          |
| Jaroslav Vojta         | revírník, Helenčin otec           |
| Leopolda Dostalová     | Marta, Helenina teta              |
| Theodor Pištěk         | hostinský Gregor, Ríšův otec      |
| Marie Blažková         | Ríšova matka                      |
| Jaroslav Průcha        | farář, Ríšův strýc                |
| Vlasta Fabianová       | paní Křížová, Ríšova bytná        |
| Miloš Nedbal           | manžel paní Křížové               |
| Božena Šustrová        | Cilka, Helenčina přítelkyně       |
| Hermína Vojtová        | Cilčina matka                     |
| Slávka Procházková     | služka na faře Kačka              |
| Stanislava Strobachová | číšnice u Pinkasů zvaná Kudrnáček |
| Václav Švec            | vrchní číšník Melichárek          |
| Miloš Šubrt            | hajný Voříšek                     |
| František Kovářík      | stařík bylinkář                   |
| František Hlavatý      | farář                             |
| Filip Balek-Brodský    | pan řídící                        |
| Stanislav Neumann      | kostelník                         |
| Alois Dvorský          | soused                            |

## Tvůrci a štáb
- Režie: Otakar Vávra
- Předloha: Vilém Mrštík (stejnojmenný román)
- Scénář: Otakar Vávra, Václav Wasserman
- Kamera: Ferdinand Pečenka
- Vedoucí výroby: Alois Fiala, Jan Sinnreich
- Hudba: Jiří Srnka
- Nahrál: Orchestr F.O.K. (řídil Jiří Srnka)
- Architekt: Jan Zázvorka
- Kostýmy: Štěpán Dušánek, Marie Malá
- Zvuk: František Šindelář
- Střih: Jan Kohout
- Výprava: Prokop Pěkný
- Masky: Josef Kobík, František Rous
- Asistent režie: Rudolf Stahl
- Návrhy titulků: Arno Pařík
- Fotograf: Willi Ströminger, Karel Hájek